# Grantzebra
De grantzebra (Equus quagga boehmi) is de kleinste ondersoort van de steppezebra. Deze ondersoort vertegenwoordigt de zebravorm van het Serengeti-Mara-ecosysteem en andere in Centraal-Afrika.

## Verspreiding en leefgebied
Deze ondersoort is verspreid over Zambia, ten westen van de Luangwa, westelijk tot Kariba (Zimbabwe), de provincie Katanga van Congo-Kinshasa, ten noorden van het Kibanzao-plateau en in Tanzania ten noorden van Nyangaui en Kibwezi tot in het zuidwesten van Kenia, tot aan Sotik. De ondersoort wordt ook gevonden in het oosten van Kenia en ten oosten van de Keniaanse Grote Riftvallei tot aan het meest zuidelijke Ethiopië. De ondersoort komt voor tot aan de Jubba in Somalië.
Deze zebra's geven de voorkeur aan savannebossen en graslanden; ze komen niet voor in woestijnen, moerassen of regenwouden. De bergvariëteit leeft in rotsachtige bergachtige gebieden. De beschikbaarheid van leefgebied voor alle soorten zebra’s neemt af, waardoor de populatie afneemt.

## Equus quagga zambeziensis
Duncan (1992) erkende een extra ondersoort, in het Engels Upper Zambezi zebra genoemd, (Equus quagga zambeziensis, Pražák, 1898). Groves en Bell (2004) concludeerden dat de zebra's in het westen van Zambia en Malawi niet van elkaar te onderscheiden zijn en dat ze slechts in geringe mate verschillen van andere noordelijke steppezebra's. Het kleine verschil in grootte rechtvaardigt geen aparte ondersoortstatus en daarom worden ze gecombineerd tot de grantzebra (Equus quagga boehmi).

## Beschrijving
Deze noordelijke ondersoort is verticaal gestreept aan de voorkant, horizontaal op de achterpoten en diagonaal op de romp en achterflanken. Schaduwstrepen ontbreken of komen nauwelijks tot uiting. De strepen, evenals de binnenruimtes, zijn breed en goed gedefinieerd. Bij noordelijke exemplaren kunnen de manen missen. Grantzebra's worden ongeveer 182 tot 243 cm lang en 120 tot 140 cm hoog, en wegen over het algemeen ongeveer 300 kg. 

## Dieet
Zebra's zijn uitsluitend herbivoor. Hun dieet bestaat bijna volledig uit grassen, maar ze eten ook bladeren, schors, struiken en meer.
Zoals alle leden van de paardenfamilie besteden zebra’s meer tijd aan het eten dan herkauwende herbivoren, zoals antilopen en gnoes. Dit komt doordat paarden, inclusief zebra’s, niet herkauwen. In plaats daarvan wordt de cellulose in hun voedsel afgebroken in hun blindedarm. Dit is niet zo efficiënt als de methode die door herkauwers wordt gebruikt, maar is wel effectiever in het afbreken van grove vegetatie. Dus hoewel zebra's elke dag langer moeten eten dan antilopen en gnoes, kunnen ze grassen en andere planten eten met een hoger vezelgehalte of een lager eiwitgehalte dan herkauwers kunnen verteren.

## Gedrag en voortplanting
De zebra's leven in familiegroepen van maximaal 18 individuen, geleid door één hengst. Grantzebra's leven doorgaans twintig jaar. Grantzebra's zijn, net als veel andere zebra's, zeer sociale wezens. Ze kunnen vaak van kuddestructuur veranderen en zullen om de paar maanden van metgezel wisselen. Vrouwelijke zebra's kunnen één veulen per jaar krijgen. Hun draagtijd duurt ongeveer 360-395 dagen, afhankelijk van de soort. De moeder beschermt haar veulen en het kan kort na de geboorte staan, lopen en rennen. Dit is vooral belangrijk omdat veulens kwetsbaar zijn voor roofdieren. Veulens krijgen een jaar lang borstvoeding van hun moeder voordat ze worden gespeend.

## Regionale uitroeiingen
Recente burgeroorlogen in Congo-Kinshasa, Rwanda, Somalië, Soedan, Ethiopië en Oeganda hebben geleid tot een dramatische achteruitgang van alle populaties wilde dieren, inclusief die van de grantzebra. De soort is nu uitgeroeid in Burundi. De burgeroorlog in Angola gedurende een groot deel van de afgelopen 25 jaar heeft populaties wilde dieren verwoest, inclusief de ooit overvloedige steppezebra, en het beheer van de nationale parken en de infrastructuur verwoest. Bijgevolg is de grantzebra waarschijnlijk uitgestorven of bijna uitgestorven in Angola.
Er leven meer grantzebra’s in het wild dan van welke andere soort of ondersoort van zebra’s. In tegenstelling tot grévy- en bergzebra's worden ze niet bedreigd. Grantzebra’s eten het grove gras dat op de Afrikaanse vlakten groeit, en ze zijn resistent tegen ziekten die vaak vee doden, wat er voor zorgt dat de zebra’s het goed doen op de Afrikaanse savannes. Recente burgeroorlogen en politieke conflicten in de Afrikaanse landen in de buurt van hun leefgebieden hebben echter tot regionale uitsterving geleid, en soms worden zebra's gedood vanwege hun vacht, of om de concurrentie met gedomesticeerd vee uit te schakelen.

## Controversiële introducties
Van 2001 tot 2016 heeft de Kissama Foundation wilde dieren opnieuw geïntroduceerd in het Kissama National Park in Angola. Het project kreeg de naam Operatie Noah's Ark. Onder de dieren, zoals de blauwe gnoe, waterbok, Kaapse giraffe, savanneolifant, gemsbok, elandantilope, nyala en struisvogel, bevonden zich ook burchellzebra's. 
Van 2017 tot 2019 exporteerde Wildlifevetsnamibia wilde dieren naar de hoofdstad van de Democratische Republiek Congo, Kinshasa, om dieren te introduceren in Parc de la Vallée de la Nsele in samenwerking met Institut Congolais pour la Conservation de la Nature. Onder de dieren bevonden zich gemsbok, impala, blauwe gnoe, kafuelechwe, nyala, blesbok, Kaaps hartenbeest, zuidelijke witte neushoorn, Angolagiraffe, savanneolifant en burchellzebra. 
Beide introducties zijn controversieel omdat de parkdiensten uit beide landen er niet voor hebben gekozen om de inheemse grantzebra uit bijvoorbeeld landen als Zambia, Tanzania of Kenia te halen.
In het noordwesten en noordoosten van Angola is de grantzebra uitgeroeid, maar er blijft een kleine populatie bestaan in het Nationaal park Upemba in de Congo-Kinshasa, waar nu dus populaties van twee verschillende ondersoorten leven.

## Dierentuinen
De grantzebra is te vinden in een vele dierentuinen in Europa, waaronder in ZOO Antwerpen, Pairi Daiza, Burgers Zoo, Wildlands Adventure Zoo Emmen, Safaripark Beekse Bergen, Zoo Berlin en Zoo Wuppertal.

## Galerij

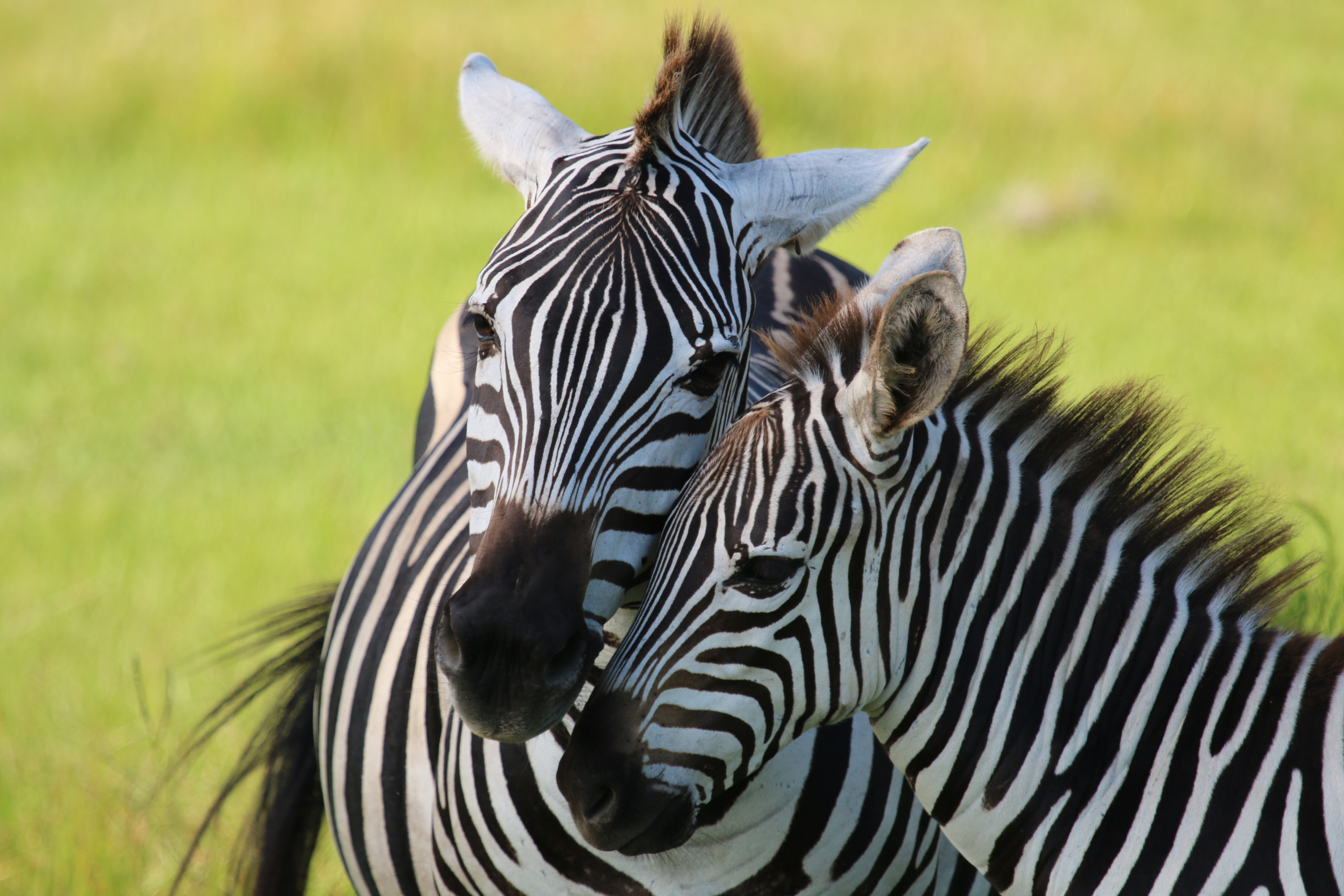
Moeder en veulen in Lakeland, Florida
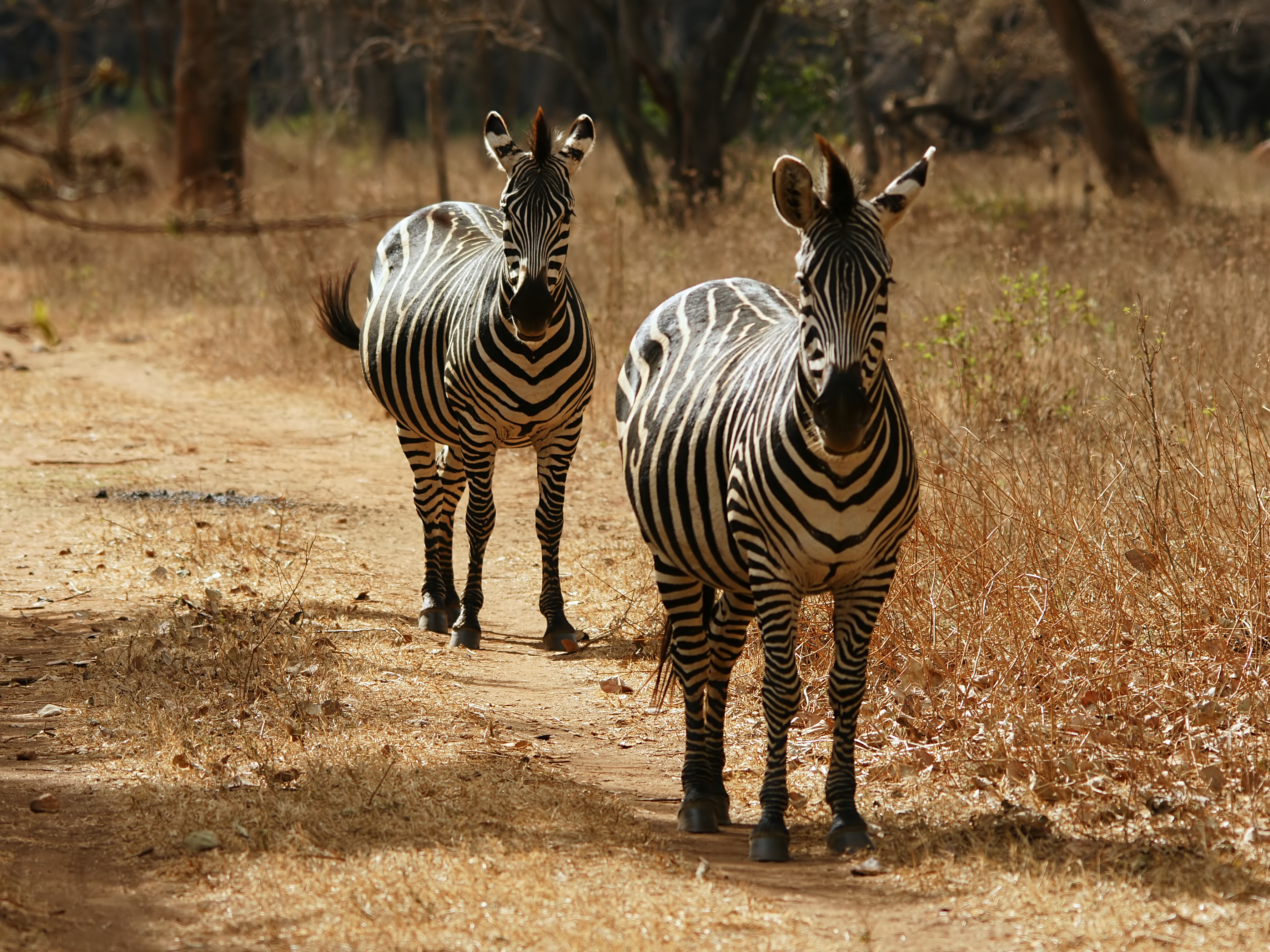
Zebra's bij Chilanga, Zambia
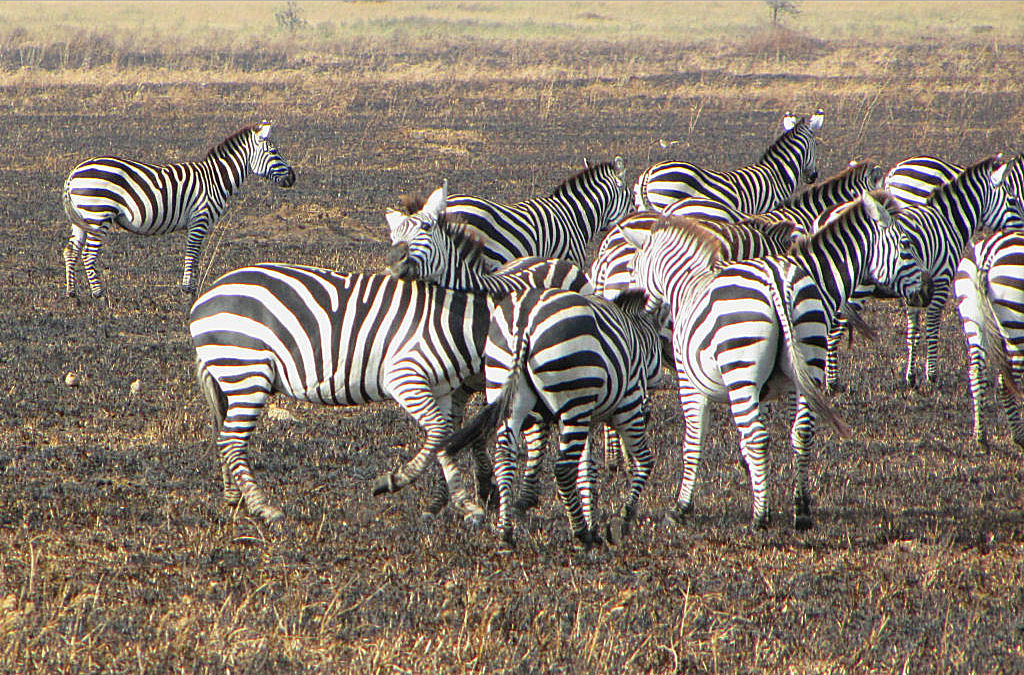
Vechtende zebra's, Serengeti, Tanzania
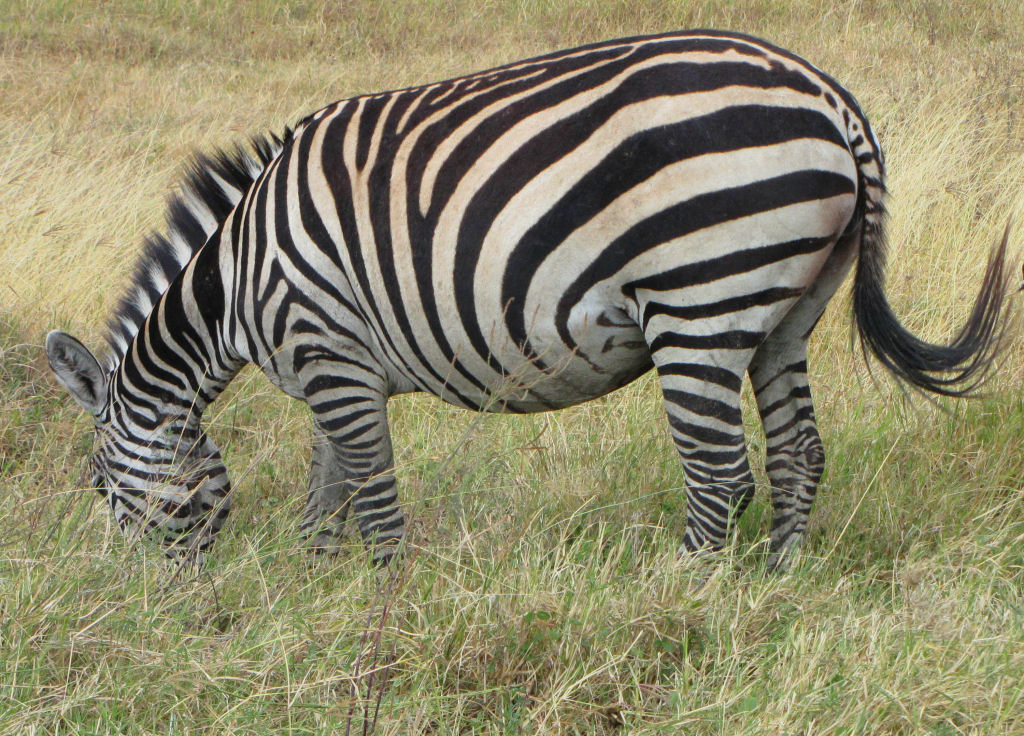
Drachtige zebra, Serengeti, Tanzania
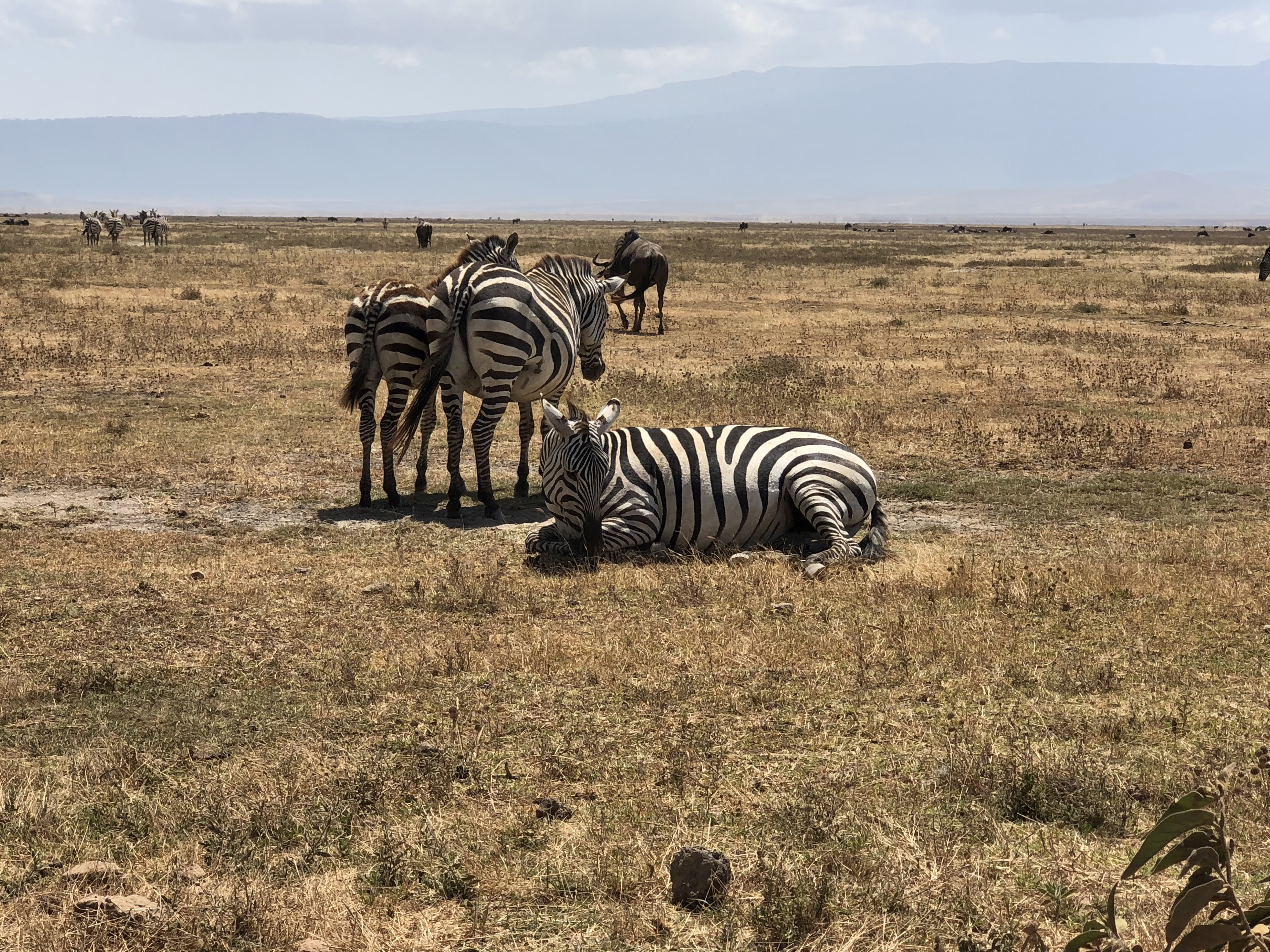
Grantzebra in de Ngorongoro-krater in het droge seizoen.